# Geris spel
Geris spel (engelska: Geri's Game) är en kortfilm av Pixar från 1997 som är cirka 5 minuter lång. Den är en av Pixars mest kända kortfilmer. Den släpptes för första gången i Sverige 1999, då den fanns med som extramaterial på Ett småkryps liv VHS. Geris spel vann en Oscar för bästa animerade kortfilm.

## Handling
Handlingen utspelar sig i en enslig park på hösten. En gammal gubbe vid namn Geri spelar ett parti schack med sig själv, genom att även spela motståndaren. Man ser aldrig båda i samma klipp (vid ett klipp ser man motståndarens hand samtidigt som man ser Geri sitta framför). När motståndaren håller på att vinna låtsas Geri få en hjärtattack. När motståndaren ser efter vad som har hänt med honom, flyttar Geri i smyg pjäserna så att han själv vinner.